# William Rathbone V
William Rathbone V, né le 17 juin 1787 et mort le 1er février 1868, est un marchand et homme politique britannique. Il a notamment été lord-maire de Liverpool.

## Biographie

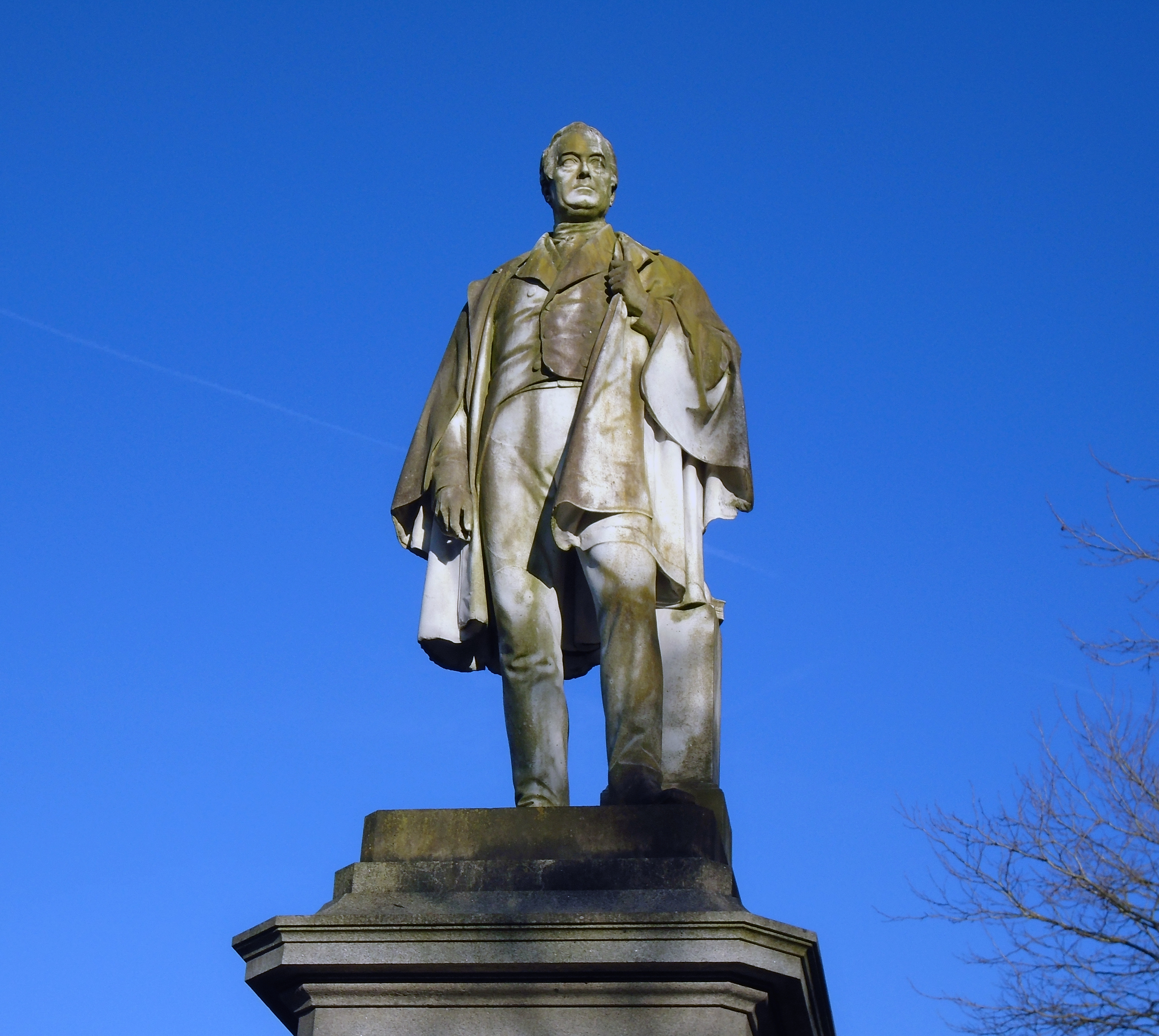
Statue dans le Parc Sefton

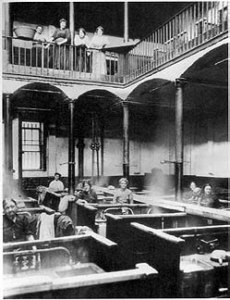
Lavoir de la rue Frederick

La notoriété et la prospérité de la famille Rathbone de Liverpool sont liées à la croissance de cette ville en tant que port commercial majeur de l'Atlantique. William est le fils aîné de William Rathbone IV et de Hannah Mary (née Reynolds). Il est né en 1787, bien que sa statue à Sefton Park indique à tort que son année de naissance est 1788. William s'associe en affaires avec son frère Richard.
William Rathbone est élu conseiller réformateur (libéral) pour le quartier de Pitt Street à Liverpool lors de la toute première élection du conseil en 1835; il est réélu en 1837, pour le quartier de Vauxhall en 1845; devenu Lord maire de Liverpool en 1837, il se bat pour des réformes sociales. Il soutient Kitty Wilkinson dans l'établissement des lavoirs et des bains publics après l’épidémie de choléra en 1832, est un partisan actif de la loi sur la réforme municipale de 1835, est responsable de la distribution des fonds de secours de la Nouvelle-Angleterre pendant la famine irlandaise de 1846-1847. Rathbone meurt le 1er février 1868 à Greenbank House; plus de 1 000 personnes assistent à ses funérailles.

## Famille
Rathbone épouse Elizabeth (1790-1882), fille de Samuel Greg de Quarry Bank Mill, Cheshire et deHannah (née Lightbody) en 1812. Ils ont :
- Elizabeth qui épouse John Paget [1]
- Hannah Mary qui épouse John Hamilton Thom
- William Rathbone VI
- Samuel Greg
- Philippe Henri (1828-1895).

Il est l'arrière-grand-père de l'acteur Basil Rathbone.